# جوناثان كيم
جوناثان كيم هو منتج أفلام كوري جنوبي، ولد في 15 أغسطس 1960 في سول في كوريا الجنوبية.

## وصلات خارجية
- جوناثان كيم على موقع IMDb (الإنجليزية)
- جوناثان كيم على موقع قاعدة بيانات الفيلم (الإنجليزية)